# Musikjahr 1687
Liste der Musikjahre

◄◄ | ◄ | 1683 | 1684 | 1685 | 1686 | Musikjahr 1687 | 1688 | 1689 | 1690 | 1691 | ► | ►►

Weitere Ereignisse
Dieser Artikel behandelt das Musikjahr 1687.

## Ereignisse

### Personalia
- Andrea Adami da Bolsena tritt am 18. Januar in die Capella Sistina ein.[1]
- Der englische Geiger und Komponist Samuel Akeroyde wird als Musiker des englisch Königs aufgeführt.
- Bonaventura Aliotti, Mitglied der Unione dei musici und Kapellmeister an der Chiesa del Gesù in Palermo wird wiederholt Maestro del Senato in Palermo.[2]
- Cataldo Amodei wird am 14. September zum Zweiten Kapellmeister am Conservatorio di Santa Maria di Loreto in Neapel ernannt.[3]
- Der italienische Komponist Giovanni Battista degli Antonii wird Organist an der Basilika San Giacomo Maggiore in Bologna, eine Aufgabe, die er bis 1698 wahrnimmt.
- Der spanische Komponist Pedro Ardanaz tritt am 27. Juni der Musikergilde Cofradía de S Acacio bei.[4]
- Melchior d’Ardespine wird zum Direktor des Hoforchesters in München ernannt.[5]
- Der französische Organist und Komponist Thomas Babou ist mindestens seit diesem Jahr Organist an der Kollegiatskirche Saint-Jean l'Évangéliste in Lüttich.[6]
- Johann Philipp Bendeler wird Kantor in Quedlinburg.[7]
- Giovanni Battista Bianchini wird zum Phonascus, Maestro di Canto, am Oratorio di San Marcello in Rom ernannt.[8]
- Johann Ernst von Thun und Hohenstein wird Fürsterzbischof von Salzburg. Der österreichische Lautenist und Komponist Matthias Biechteler von Greifenthal, beendet sein Studium an der Jesuitenuniversität in Graz und folgt dem Dienstherrn seines Vaters nach Salzburg.[9]
- Der italienische Organist, Sänger und Komponist Paolo Biego wird Organettaspieler und Sänger an San Marco in Venedig.[10]
- Der englische Komponist und Organist Isaac Blackwell wird am 7. Februar Vicar-choral an der St Paul’s Cathedral in London.[11]
- Quirinus Gerbrandszoon van Blankenburg wird Organist an der wallonischen Kirche in Den Haag.[12]
- Der englische Komponist John Blow übernimmt als Nachfolger des plötzlich gestorbenen Michael Wise die Leitung des Chors (Almoner and Master of the Choristers) der St Paul’s Cathedral.[13]
- Juan Bonet de Paredes wird am 1. Januar Kapellmeister am Real Monasterio de la Encarnación in Madrid.[14]
- Pierre Bouteiller wird Maître de musique an der Kathedrale von Troyes.[15]
- Petrus Hercules Brehy wird am 21. Mai im Alter von dreizehn Jahren Organist an Sant Nicolas in Brüssel.[16]
- Sébastien de Brossard wird zum Vikar und kurz darauf zum Kapellmeister am Straßburger Münster ernannt.[17]
- Francisco Xaraba y Bruna († 1690) wird Organist an der königlichen Kapelle in Madrid und Maestro de clavicordio der Königin.[18]
- Ludwig Busbetzky, ein Schüler Dieterich Buxtehudes wird Organist an der deutschen Kirche in Narva.[19]
- Johann Heinrich Buttstett wird Organist an der Kaufmannskirche in Erfurt und Lateinlehrer. Er heiratet Martha Lemmerhirt, eine entfernte Cousine Elisabeth Lemmerhirts, der Mutter Johann Sebastian Bachs.[20]
- Antonio Caldara, Sohn des venezianischen Geigers Giuseppe Caldara, ist Mitglied in der Musikergilde Signori musici di S Cecilia in Venedig.[21]
- Francisco Pérez Camacho wird Kapellmeister an der Kathedrale in Caracas.[22]
- Jerónimo de Carrión wird Kapellmeister an der Kathedrale von Mondoñedo.[23]
- Der italienische Komponist Francesco Cavanni wird nach Abwesenheit wieder als Bassist an San Marco in Venedig engagiert. Er war in diesem Jahr Gründungsmitglied der Instrumentalistengilde in Venedig.[24]
- Der österreichische Soprankastrat Clementin verlässt die Wiener Hofkapelle Leopolds I. und begibt sich in den Dienst Kurfürst Maximilian II. Emanuel in München.[25]
- Johann Georg Conradi wird Kapellmeister in Römhild, der Residenz des Herzogs Heinrich von Sachsen-Römhild.[26] Zu dieser singt sein zwölfjähriger Sohn, der spätere Komponist Johann Melchior Conradi, in der dortigen Hofkapelle.[27]
- Arcangelo Corelli leitet am 2., 7. und 9. Februar in Rom drei große Konzertveranstaltungen zu Ehren Roger Palmers, des Botschafters Jakobs II. von England am Heiligen Stuhl, bei denen er ein Orchester von 150 Streichern und 100 Sängern leitet. Am 9. Juli tritt er ganz in die Dienste des wohlhabenden Kardinal und Kunstmäzen Benedetto Pamphili und zieht zusammen mit seinem Lebensgefährten und Schüler Matteo Fornari in Pamphilis Palazzo, wo er als Kapellmeister Konzerte mit 80 und mehr Mitwirkenden zu dirigieren hat.[28]
- Am 14. Juli übernimmt der französische Organist und Komponist Francois Couperin alle Pflichten seines Vaters Charles Couperin an der Kirche St-Gervais-St-Protais in Paris.[29]
- Lullys Acis et Galatée wird in Darmstadt aufgeführt.[30]
- Der Soprankastrat Francesco de Castris tritt in die Dienste Ferdinando de’ Medicis in Florenz.[31]
- Carlo Clerici, Kapellmeister am Dom von Gubbio, führt am 16. Mai in Gubbio die 1683 uraufgeführte Oper Aldimiro von Alessandro Scarlatti auf.[32]
- Der Soprankastrat Francesco de Grandis wird am Wiener Hof engagiert.[33]
- Nach seiner 1686 im Jesuitenkolleg in der Rue Saint-Jacques in Paris beendeten Ausbildung begibt sich der zukünftige französische Komponist André Cardinal Destouches auf eine Missionsreise nach Siam.[34]
- Carlo Domenico Draghi, der Sohn Antonio Draghis, wird als Schüler des Hof- und Kammerorganisten Ferdinand Tobias Richter in die Wiener Hofkapelle aufgenommen.[35]
- Giovanni Battista Draghi wird an Weihnachten zum Organisten der Catholic Chapel Jakobs II. ernannt. Mit der Übernahme des Amtes übernimmt er traditionell die musikalische Ausbildung der Tochter des Königs Anne.[36]
- Der französische Cembalist und spätere Operndirektor Jean-Baptiste Duplessis schließt einen Dreijahresvertrag mit dem Direktor der Opera Lyon. Seine Aufgaben beinhalten die Begleitung und Ausbildung der Sänger.[37]
- Der englische Geiger und Komponist Thomas Farmer hält sich im Sommer und Herbst in Diensten Jakobs II. in Hampton Court Palace und Windsor Castle auf und wird am 5. Juli als einer der Instrumentalisten der Chapel Royal aufgeführt.[38]
- Der französische Geiger und Komponist Antoine Favre wird an der neu eröffneten Oper in Lyon engagiert.[39]
- Der mährisch-deutsche Violist und Komponist Gottfried Finger erhält am 5. Juli eine Stellung an der Catholic Chapel Jakobs II. in London.[40]
- Pietro Antonio Fiocco wird wahrscheinlich 1687 Kapellmeister der herzoglichen Kapelle der Kirche Notre-Dame du Sablon in Brüssel.[41]
- Antonio Foggia leitet Fastenmusiken am Oratorium Santissimo Crocifisso in Rom.[42]
- Jean-Nicolas de Francine, Schwiegersohn Jean-Baptiste Lullys, wird von Ludwig XIV. am 27. Juni zum Leiter der Opéra (Académie Royale de Musique)
- Giovanni Paolo Fusetti ist bis 1687 Organist am Dom von Udine.[43]
- Johann Joseph Fux ist bis 1687 Student am Jesuitenkolleg Ingolstadt.[44]
- Domenico Gabrielli wird am 14. Oktober wegen Vernachlässigung seiner Pflichten – Abwesenheit am Fest des Heiligen Petronius – als Cellist an San Petronio in Bologna entlassen.[45]
- Francesco Gasparini nimmt an Akademien im römischen Palast des Kardinals Benedetto Pamphili teil. Er wirkte als Geiger und Komponist von Arien und Kantaten zu Texten des Kardinals.[46]
- Michelangelo Gasparini, der jüngere Bruder Francesco Gasparinis singt ab dem 1. August im Chor von San Marco.[47]
- Nach der Aufführung seiner Oper Le jugement du soleil am 5. Februar in Marseille Pierre Gautier im Sommer und Herbst des Jahres mit seiner Opernkompanie die Opern Phaëton und Armide in Avignon auf.[48]
- Rinaldo Gherardini tritt ab 1687 als Sänger in Piacenza auf.[49]
- Die italienische Sängerin Clarice Gigli tritt in die Dienste des Herzogs von Mantua, Ferdinando Carlo von Gonzaga-Nevers.[50]
- Jean Gilles verlässt nach seiner Ausbildung bei Guillaume Poitevin den Knabenchor an der Kathedrale St Sauveur in Aix-en-Provence leistet aber weiterhin diverse Dienste in der Kathedrale.[51]
- Der berühmte italienische Altkastrat Siface (eigentl. Giovanni Francesco Grossi) begibt sich nach London, um Maria Beatrice d’Este, die Ehefrau Jakobs II. und Schwester des Herzogs von Modena Francesco II. d’Este, zu unterhalten. Zum Abschied komponiert ihm Henry Purcell ein Cembalostück „Sefauchi‘s Farewell“, das 1689 in „The second part of Musick‘s Hand-maid“ von Playford veröffentlicht wird. Im Dezember ist der Sänger wieder zurück in Italien zu Auftritten in Neapel.[52] Bei seiner Englandreise wurde Siface vom italienischen Sänger und Komponisten Carlo Ambrogio Lonati begleitet.[53]
- Der englische Komponist, Sänger und Organist Bartholomew Isaack wird wegen Vernachlässigung seiner Pflichten aus dem Chor der St. Patrick’s Cathedral in Dublin entlassen.[54]
- Der deutsche Komponist Matthias Kelz arbeitet als Regierungsbeamter in Augsburg.[55]
- Karl II. von Liechtenstein-Kastelkorn, Bischof von Olmütz, fördert die Errichtung eines Piaristengymnasiums und eines angegliederten Musikalischen Seminars in Kremsier (Kroměříž).[56]
- Als Kapellmeister an San Marco ist Giovanni Legrenzi mitverantwortlich für die musikalische Gestaltung zu den Feierlichkeiten der Siege Venedigs über die Osmanen.[57]
- Der spanische Komponist Francisco Llussa wird Organist an der Kirche Santa Maria del Pino in Barcelona.[58]
- Für die Feierlichkeiten zur Genesung von König Ludwig XIV., der erhebliche gesundheitliche Probleme gehabt hatte, bearbeitet Jean-Baptiste Lully sein 1678 komponiertes Te Deum und führt es am 8. Januar auf eigene Kosten mit 150 Musikern auf. Beim Dirigieren rammt sich dabei den Taktstock in den Fuß. Es entwickelt sich Wundbrand und weil er es ablehnt, eine Zehe amputieren zu lassen, stirbt der Komponist am 22. März an seiner Verletzung. Er wird in Notre-Dame-des-Victoires in Paris unter großer Anteilnahme begraben.
- Am 8. Juni wird Jean-Louis Lully Nachfolger seines gestorbenen Vaters als Surintendant und Compositeur de la musique de la chambre du roi am Hof Ludwigs XIV.[59]
- In Lyon wird die Académie Royale de Lyon mit einem drei Jahre geltenden Privileg gegründet. Dieses beinhaltet Aufführungsrechte an zuvor in Paris aufgeführten Tragédies lyriques Jean-Baptiste Lullys mit Zahlung an die Erben des Komponisten. Erster Direktor ist Jean-Pierre Leguay, der als Sänger Jean Journet und seine zwei Töchter Andrée, genannt ‚Drion’, und Françoise engagiert. Der Chor hat eine Stärke von fünfundzwanzig vorwiegend männlichen Sängern. Acht Tänzer gehören zum Ensemble. Das Orchester besteht aus zwanzig Streichern, fünf Holzbläsern und Continuoinstrumentalisten. Dazu gehören die Bassviolisten Pierre Bellon und Jean Rebel, auch als Theorbist, und der Cembalist J. B. Duplessis, der als Korrepititor fungiert. Erster musikalischer Leiter ist Philippe Delacroix.[60]
- Am 25. November wird in. Venedig die musikalische Bruderschaft Sovvegno di S Cecilia gegründet. Mitglieder sind unter anderem der Komponist Marc’Antonio Ziani, Antonio Lotti und der Trompeter Leonardo Laurenti.
- Luigi Mancia reist gemeinsam mit dem Sänger Ferdinando Chiaravalle an den Hof von Lüneburg Ernst August, des Herzogs von Braunschweig, in Hannover. Dort stellt er seine Oper Paride in Ida vor.[61]
- Der deutsche Komponist Johann David Mayer wird Musikdirektor in Schwäbisch Hall.[62]
- Johann Valentin Meder wird als Nachfolger Balthasar Erbens Kapellmeister an der Marienkirche in Danzig.[63]
- Pierre Menault beendet sein Dienstverhältnis als Maître de musique an der Kathedrale von Chalons-sur-Marne um später eine Stelle mit der derselben Funktion an der Kathedrale von Dijon anzunehmen.[64]
- In Nantes findet die erste Opernaufführung der Stadt statt. Aufgeführt wird die 1671 uraufgeführte Oper Pomone von Robert Cambert mit dem Libretto von Pierre Perrin von Opernkompanie um Sieur d’Aumont.[65][66]
- Giacomo Antonio Perti ist Príncipe der Accademia filarmoniaca in Bologna.[67]
- Johann Christoph Pez wird Chorregent an der Kirche St. Peter in München.[68]
- Carlo Luigi Pietragrua wird durch Vermittlung von Kapellmeister Carlo Pallavicino, als Altist in die kurfürstlichen Hofkapelle in Dresden aufgenommen.[69]
- Francesco Antonio Pistocchi wird als Sänger Mitglied der Accademia Filarmonica von Bologna.[70]
- Eleanor Playford bat im Februar oder März 1687, kurz nach dem Tod ihres Onkels John Playford, James II. um Anerkennung als spezielle königliche Druckerin für 'Musik, Mathematik und Algebra', doch dies stieß auf Widerstand von Henry Hills und Thomas Newcomb, und ihr Antrag wurde vom Privy Council abgelehnt.[71]
- Antonio Predieri, Sänger in Diensten Ferdinando Carlos von Gonzaga-Nevers, des Herzogs von Mantua, tritt als Sänger in die Dienste Ranuccios II. Farnese, des Herzogs von Parma.[72]
- Johann Georg Rauch wird Organist am Straßburger Münster.
- Marc’Antonio Ziani wird Mitglied der venezianischen Kongregation Santa Cecilia.[73]

### Opern und andere Bühnenwerke

Achille et Polixène, Tragédie en musique von J.-B. Lully und P. Colasse, Titelseite der Partiturausgabe von 1687

- Achille et Polixene LWV 74 – Jean-Baptiste Lully (Ouvertüre und 1. Akt) und Pascal Collasse (Prolog und Akte 2–5) auf das Libretto von Jean-Galbert de Campistron. Lully hatte vor seinem Tod an der Oper gearbeitet. Vollendet wurde sie von seinem Schüler und Sekretär Pascal Collasse. Die Sängerin Desmatins sang die Rolle der Briseis.[74] Uraufführung der Oper fand am 7. November oder 23. November statt. (Digitalisat UNT Digital Library Partitur)
- Pietro Simone Agostini – Floridea, aufgeführt in Santi Apostoli in Venedig, datiert am 22. November OCLC 78051343 OCLC 80906390
- Hendrik Anders – Harders-zang, Zangspel, Text: Andreas du Moulin (Musik verschollen)
- Cosimo Bani – Il figlio delle selve, Libretto: Carlo Sigismondo Capeci, Uraufführung in der Casa Capeci (Haus des Librettisten) in Rom im Februar, mit komponierten Teilen von Alessandro Scarlatti, unter den Sängern der Kastrat Andrea Adami da Bolsena[1][75] RISM ID: 107778 OCLC 35690991
- Lorenzo Baseggio – L’Adimiro Text: B. Pisani, Treviso[76]
- Giovanni Battista Bassani – Agrippina in Baia, Scherzo drammatico, Text: G. Contri, Ferrara OCLC 27473575
- Johann Melchior Caesar – Mathias Corvinus, Schuldrama, Jesuitengymnasium, Augsburg (Musik verschollen)
- Marc-Antoine Charpentier
  - Die Kammeroper La descente d’Orphée aux enfers von Marc-Antoine Charpentier wird Anfang des Jahres fertig gestellt. Sie entsteht im Auftrag des Hauses de Guise, für das der Komponist zu diesem Zeitpunkt arbeitet. Sie basiert auf dem zehnten Buch von Ovids Metamorphosen. Es handelt sich bereits um Charpentiers zweite Beschäftigung mit diesem Stoff, denn schon einige Jahre vorher hat er seine Kantate Orphée descendant aux enfers (H 471) für drei Männerstimmen (Orpheus, Tantalus und Ixion) komponiert, die heute als erste französische Kantate angesehen wird. Der Librettist seiner Oper ist nicht bekannt.
  - Idylle sur le retour de la santé du roi (Die Freude über die Genesung des Königs) RISM ID: 840024063
  - Celse Martyr, Tragédie en musique (‘pour servir d’intermède à la tragédie du P[ère] M. Paulu’) (Musik verschollen) OCLC 460491878
- Johann Dominicus Deichel – Ludovicus Grittus, Schuldrama, Augsburg OCLC 165727374 (Digitalisat MDZ)
- Antonio Draghi
  - La vendetta dell'onestà, Rappresentazione musicale, Libretto: Nicolò Minato, Ballettmusik von Andreas Anton Schmelzer, Wiener Hofburg, 6. Juni (Musik verschollen)[77]
  - La gemma Ceraunia d'Ulissipone hora Lisbona, Dramma musicale, Heidelberg, Palast des Kurfürsten, 1. und 3. Juli (Musik verschollen)
  - La vittoria della Fortezza, Introduzione d'un balletto, Libretto: Nicolò Minato, mit Arien von Leopold I. und Ballettmusik von Andreas Anton Schmelzer, Bellaria, Wien, 22. Juli[78]
  - La fama addormentata e risvegliata, Libretto: Nicolò Minato, Introduzione d'un balletto, mit Arien und Ballettmusik von Andreas Anton Schmelzer, Wien, 15. November, gedruckt bei Susanna Christina Cosmerovius OCLC 1042368548[79]
- Severo de Luca – L’ Epaminonda, Melodramma. Libretto: Andrea Perrucci (1651–1704). Nach der Uraufführung am 21. Dezember 1684 im Palazzo Reale in Neapel wird sie im Theater in Palermo aufgeführt.[80]
- Giuseppe Fabbrini – Lodovico Pio, Dramma per musica in drei Akten, Libretto: Girolamo Gigli (1660–1722), Gian Gastone de’ Medici gewidmet, Uraufführung am Collegio Tolomei di Siena am 12. Februar (Musik verschollen) (Digitalisat MDZ Libretto)
- Pierre Gautier (um 1642–1696) – Le jugement du soleil , Libretto: Pierre Gautier. Gautiers zweite Oper. Aufführung am 5. Februar auf einer Terrasse des Anwesens des Intendanten der Galeeren Michel Bégon in Marseille vor einem Publikum von über 1000 Zuschauern zur Feier der Genesung Ludwigs XIV. (verschollen)[48][81]
- Louis Grabu
  - Albion and Albanius. Der Komponist veröffentlichte die komplette Partitur der ersten überlieferten englischsprachigen Oper. (Digitalisat bei https://www.proquest.com)
  - Suite á 3, für das Schauspiel The Emperor of the Moon von Aphra Behn
- Johann Philipp Krieger – Die glückliche Verbindung des Zephyr mit der Flora, Uraufführung am Hoftheater Weißenfels am 16. Mai, Arien daraus 1690 veröffentlicht in Auserlesene in denen dreyen Sing-Spielen Flora, Cecrops und Procris enthaltene Arien bei Wolfgang Moritz Endter in Nürnberg OCLC 824251592 (Digitalisat MDZ)
- Giovanni Legrenzi – I due Cesari, Libretto: Giulio Cesare Corradi. Nach der Uraufführung im Karneval 1683 im Teatro S Salvatore wird das Werk 1687 wieder in Mailand am Teatro Regio mit Giovanni Battista Speroni als Geta aufgeführt.[82]
- Johann Löhner – Der gerechte Zaleukus, Libretto: Johann Löhner, Übersetzung des italienischen Seleuco (verschollen) (Digitalisat WDB Libretto)
- Louis Lully – Idylle d’Anet, Divertissement, Librettist unbekannt, Auftragswerk von Louis II. Joseph de Bourbon, duc de Vendôme, uraufgeführt im August im Château d’Anet bei einem Fest zu Ehren des Dauphin Louis de Bourbon, dauphin de Viennois.[83]
- Luigi Mancia – Paride in Ida,Trattamento pastorale per musica, Libretto: Nicola Nicolini, 1687, Hannover OCLC 834492574 RISM ID: 455037128
- Sebastiano Moratelli
  - Erminia ne' boschi, Divertimento Musicale Rappresentato Nel Giorno Natalizio Dell' A. Serenissima Dell'Archiduchessa Maria Anna D'Austria Per commando Dell'A. S. Del Duca Di Giuliers ... / Posto in Musica dal Sign. D. Sebastiano Moratelli Capellano d'Onore della Serenissima Arciduchessa E Musico di Camera di S. M. C. Con l'Arie per li Balli del Sig. Giorgio Crafft. Libretto: Giorgio Maria Rapparini, uraufgeführt am Hoftheater in Düsseldorf, mit Ouvertüre und Ballettmusik von Georg Andreas Kraft OCLC 314248298
  - La Gemma Ceravnia D'Ulissipone Hora Lisbona [Das Kleinod Ceravnia Von Ulissipone Jetzo genannt Lisbona], Libretto: Nicolò Minato, aufgeführt bei der Hochzeit von Marie Sophie von der Pfalz, der Tochter des Kurfürsten Philipp Wilhelms von der Pfalz, mit König Peter II. von Portugal in Heidelberg.[84]
- Georg Muffat – Le fatali felicità di Plutone, Libretto: Francesco Maria Raffaelini, am 29. Dezember uraufgeführt am Hoftheater in Salzburg zur Amtseinführung von J. E. Graf von Thun als Fürsterzbischof.
- Juan Francisco Gómez de Navas y Sagastiberri - Duelos de Ingenio y Fortuna, Libretto: Francisco Antonio de Bances y López-Candamo , uraufgeführt im Real Coliseo del Buen Retiro in Madrid am Fest Fiesta de sus Majestades
- Teofilo Orgiani - Il Dioclete, Libretto: Andrea Rossini, Uraufführung am 26. Januar im Teatro San Angelo in Venedig
- Pagliardi, Giovanni Maria – Il pazzo per forza, Dramma Musicale, Libretto: Giovanni Andrea Moniglia, Uraufführung im August oder September in der Villa Medici von Pratolino
- Carlo Pallavicino – La Gierusalemme liberata, Dramma per musica, Libretto: Giulio Cesare Corradi (Digitalisat IMSLP Partitur) (Digitalisat MDZ Textbuch), Uraufführung im 3. oder 4. Januar am Teatro SS Giovanni e Paolo in Venedig, weitere Aufführung im März in Dresden mit Margherita Salicola als Armide.[85]
- André Danican Philidor– Le canal de Versailles, uraufgeführt am 16. Juli in Versailles[86]
- Alessandro Scarlatti – Dal male il bene (Neufassung der Oper Tutto il mal non vien per nuocere aus dem Jahr 1681), Libretto: Giovanni Domenico de Totis OCLC 954784609
- Agostino Steffani – Alarico il Baltha, cioè L’audace re de Goti, Dramma per musica in drei Akten, Libretto: Luigi Orlandi, Uraufführung am 18. Januar im Hoftheater in München.[87]
- Marc’Antonio Ziani – L'inganno regnante o vero L'Atanagilda regina di Gottia. Libretto: Giulio Cesare Corradi. Dramma per musica in 3 Akten. Uraufführung am 26. Dezember in Santi Giovanni e Paolo in Venedig.[73][Digitalisat 1]

### Oratorium
- Pietro Simone Agostini – Il primo e il secondo miracolo di Sant’ Antonio, Libretto: Antonio Giannettini, uraufgeführt in Modena OCLC 62724746
- Bonaventura Aliotti – Santa Rosalia, Palermo OCLC 62732393
- Cataldo Amodei – Il Giosuè vittorioso, Oratorium, Neapel (Musik verschollen)
- Giovanni Battista Bassani – Nella luna eclissata dal Cristiano valore, Codigoro
- Giovanni Bononcini
  - La vittoria di Davidde contro Golia, Libretto: Pierpaolo Seta, Oratorio di San Filippo Neri, Bologna, 9. März OCLC 1141577792
  - Oratorio di San Carlo, Modena
- Cristoforo Caresana – La caduta degli idoli
- Antonio Draghi – Entrata di Christo nel deserto OCLC 84651505
- Innocenzo Fede – La vittoria nella caduta, Libretto: Filippo Capistrelli, Rom (Digitalisat Internet Archive Libretto) (Musik verschollen)
- Antonio Foggia
  - Innocentium clades, Libretto: Antonio Politauro. Das im Vorjahr in Rom uraufgeführte Oratorium erfährt eine abermalige Aufführung in Rom.[42]
  - Superbia depressa in fornace Babilonica, Libretto: Filippo Capistrelli, Rom OCLC 954800230 Uraufgeführt am Freitag nach dem Passionssonntag im Oratorium Santissimo Crocifisso in Rom
- Domenico Gabrielli – San Sigismondo, re di Borgogna, Oratorium in zwei Teilen (Libretto: D. Bernardoni, 1687, Bologna) OCLC 836989728
- Antonio Giannettini
  - Amore alle catene, oratorio di S Antonio; Modena, 1687
  - Jefte; Text, Giovanni Battista Neri; Modena, 1687; Musik verschollen
  - L’uomo in bivio; Modena, 1687
- Flavio Carlo Lanciani
  - S. Stefano, primo re dell'Ungheria, Libretto: Silvio Stampiglia, Livio Odescalchi, dem Herzog von Ceri, gewidmet, Uraufführung am 9. März in der Chiesa Nuova genannten Kirche Santa Maria in Vallicella in Rom[88] (Digitalisat Internet Archive Libretto)
  - S. Dimna, figlia del re d'Irlanda, Libretto: Giovanni Andrea Lorenzani (1637–1712), Laura d’Este, der Herzogin von Modena gewidmet, Uraufführung am 16. März in der Chiesa Nuova genannten Kirche Santa Maria in Vallicella in Rom (Digitalisat Internet Archive Libretto)
- Giovanni Legrenzi – Erodiade (auf Libretto von Neri und von Piccioli)
- Giovanni Lorenzo Lulier – Santa Maria Maddalena de' Pazzi, Libretto: Benedetto Pamphili oder Giuseppe Domenico de Totis, Uraufführung am 9. Juni im Palazzo Cardinale Medici in Rom[89] RISM ID: 600500246 (Digitalisat Estense Digital Library Partitur)
- Giuseppe Pacieri – Il trionfo dell’amor divino componimento per musica à cinque voci con istromenti, da cantarsi per la notte del santissimo natale nel Palazzo apostolico, Paolo Francesco Carli, Rom, Palazzo Apostolico, 24. Dezember OCLC 78997289
- Bernardo Pasquini
  - I fatti di Mosè nel deserto, Libretto: G. B. Giardini OCLC 62674624
  - Il martirio dei santi Vito, Modesto e Crescenzia, Libretto: Domenico Filippo Contini OCLC 977431743
- Carlo Francesco Pollarolo – Die Oper Roderico wird in Verona aufgeführt.[90]
- Pietro Porfirii – Die Oper Zenocrate ambasciatore a’ Macedoni (Libretto: M. A. Gasparini) wird in San Moisè in Venedig uraufgeführt. (verschollen)
- Marc’Antonio Ziani
  - Davide liberato, verschollen

### Instrumentalmusik
- Pirro Albergati –Pletro Armonico composto di dieci Sonate da Camera a due Violini, e Basso con Violoncello obligato op. 5, Bologna
- Giovanni Battista degli Antonii
  - Ricercate sopra il violoncello o clavicembalo… opera prima und Ricercate per il violino, op. 1, Gioseffo Micheletti, Bologna RISM ID: 990013177
  - Versetti per tutti li tuoni, tanto naturali, come trasportati per l'organo op. 2, Giacomo Monti, Bologna RISM ID: 990013178
  - Balletti, Correnti, & Arie diverse a violino, e violone per camera, & anco per suonare nella spinetta, & altri instromenti op. 3, Giacomo Monti, Bologna RISM ID: 990013189 (Digitalisat MDZ)
- John Banister der Jüngere – Three Tunes for Violin
- Giovanni Bononcini
  - Sinfonie da chiesa a quattro, cioè due violini, alto viola, e violoncello obligato op. 5, Giacomo Monti, Bologna OCLC 12291777
  - Sinfonie a tre strumenti op. 6, Bologna
- Dıeterıch Buxtehude
  - Suite ın d BuxWV Suppl.12, Nicolas Lebègue zugeordnet, Le Second Livre de Clavessin Ba. 8
  - Suite ın g BuxWV Suppl.12, Nicolas Lebègue zugeordnet, Le Second Livre de Clavessin, Ba. 16
- Nicolas Lebègue – Second livre de clavessin (Digitalisat IMSLP)
- Nicola Matteis – Ayres for the violin, Buch 4
- Johann Adam Reincken – Hortus Musicus / recentibus aliquot Flosculis / Sonaten, / Allemanden, / Couranten, / Sarabanden / et / Giquen, / Cum 2 violin, Viola et Basso / continuo (6 Partiten, Hamburg 1687)
- Giuseppe Torelli – 12 Sinfonie a due, tre e quattro strumenti, op. 3
- Élisabeth Jacquet de La Guerre – Les pièces de clavessin (Paris, 1687; erstes Buch mit Cembalostücken, zweites folgt 1707)
- Nicolas Lebègue – Le Second Livre de Clavessin (Paris, 1687; das erste Buch wurde 1677 veröffentlicht)
- Carlo Antonio Marino - 12 Sonate da Camera a tre Strumenti [Kammertriosonaten] op. 1, für zwei Violinen und Basso continuo, Giacomo Monti Bologna OCLC 313625809 RISM ID: 990039427
- Nicola Matteis – Ayres for the violin, att two or three and four parts. Preludes, allemands, sarabands, fuges [sic], single & double stopps, with several passages to emprove the hand, a concert of three trumpets, with an addition of some new tunes for violins & flutes at the end of this book, never before published with a second treble, London OCLC 1170178065
- Gregorio Strozzi – Capricci da sonare cembali, et organi (Neapel) OCLC 960194609 RISM ID: 990063272 (Digitalisat IMSLP)

### Vokalmusik

#### Geistlich
- Pirro Albergati
  - Messa e Salmi concertati a una, due, tre, e quattro Voci con Strumenti obligati, e Ripieni a Beneplacito op. 4, Bologna RISM ID: 990000606 (Digitalisat MDZ), Cantate da camera op. 6, Bologna (Digitalisat bei de.opera-scores.com)
- Giovanni Battista Alveri – Cantate a voce sola da camera op. 1, Gioseffo Micheletti, Bologna RISM ID: 990000896 OCLC 53803092
- Cataldo Amodei
  - Il trionfo della purità di Maria, Componimento per musica
- Giovanni Battista Bassani – Tributi dell'Eridano
- Heinrich Ignaz Franz von Biber
  - Applausi festivi di Giove, Kantate, Salzburg
  - Li trofei della fede cattolica, Kantate, Salzburg
- John Blow – Is it a dreame, Ode for New Year’s Day für Alt, Tenor, Bass, vierstimmigen gemischten Chor, zwei Violinen, Viola und Basso continuo
- Wolfgang Carl Briegel
  - Das grosse Cantional oder Kirchen-Gesangbuch, Henning Müller, Darmstadt (Digitalisat TU Darmstadt), enthält Melodien von Werner Fabricius
  - So hab ich obgesieget, bei der Beerdigung Johann Georg Schleyermachers am 27. August in Darmstadt aufgeführt (Digitalisat TU Darmstadt)
- Marc-Antoine Charpentier
  - Bonum est confiteri Domino: Psalmus Davidus 91 für sechsstimmigen Chor, zwei Trompeten, Streicher und Basso continuo H 195
  - Transfige amabilis Jesu, Elévationsmotette für zwei Soprane, Bass und Basso continuo H 259 RISM ID: 840024289
- John Clarke – Quadratum Musicum
- Giovanni Paolo Colonna – Compieta con le tre sequenze dell’anno für acht Stimmen und Basso continuo op. 8 I Victimae paschali laudes II Veni Sancte Spiritus III Lauda Sion OCLC 16456969
- Domenico dal Pane – Messen für 4 bis 6 und 8 Stimmen und Basso continuo, estratte da esquisiti mottetti del Palestrina (entnommen aus den vortrefflichsten Motetten Palestrinas op. 5 OCLC 498166498 RISM ID: 990012728)
- Paul Damance – Trois messes en plain chant musical, Paris OCLC 658763710
- Michel-Richard Delalande
  - Cantemus Domino, (Psalm Pastiche), Grand Motet S. 22 (Digitalisat IMSLP Partitur)
  - Deus misereatur nostri (Psalm 67 (66)), Grand Motet S. 16 (Digitalisat IMSLP Partitur)
  - Miserere mei Deus (Psalm 51), Grand Motet S. 27 (frühe Version, überarbeitet 1720)[91]
  - Super flumina Babilonis (Psalm 137), Grand Motet S. 13[92] (Digitalisat IMSLP Partitur, Gemeinfreie Noten von Michel-Richard Delalande: Super flumina Babilonis S. 13 in der Choral Public Domain Library – ChoralWiki (englisch))
- Giovanni Battista Draghi – From harmony, from heav'nly harmony, a song for St Cecilia’s Day, Text: John Dryden, 1687 OCLC 812567557
- Johann Wolfgang Franck –Erster Theil, Musicalischer Andachten, von einer Stimm, und darzu gehörigem Basso continuo, Samuel König, Hamburg RISM ID: 990018797 OCLC 497248211
- Domenico Gabrielli – Confitebor a tre voci con archi e basso continuo in A-Dur OCLC 1139946287
- Christoph Kaldenbach – Deutsche Sappho, Oder: Dreystimmige Musicalische Getichte [!]: Erster Theil, Darinnen Geistliche Lieder, Oder die jenige Andachten, so auff die Sprüche Heiliger Göttlicheren Schrifft gerichtet, und Theils ohne darzu gehörige Melodeyen, hiebevorn schon herausgegeben worden, gedruckt bei Johann Weyrich Rößlins Witwe in Stuttgart OCLC 313996764 RISM ID: 990032866 enthält 48 dreistimmige geistliche Sätze[93]
- Jakob Kremberg – Betrachtung der Welt (Ade O Weltigkeit!), für 4 Stimmen und Basso continuo, Dresden
- Johann Krieger
  - Danket dem Herrn, denn er ist freundlich, Kantate (Gemeinfreie Noten von Johann Krieger:Danket dem Herrn, denn er ist freundlich in der Choral Public Domain Library – ChoralWiki (englisch))
  - Dies ist der Tag, denn der Herr gemacht, Kantate RISM ID: 452028851
- Johann Philipp Krieger
  - Cor meum atque omnia mea, Kantate zu fünf Stimmen
  - Gott, du Brunnquell aller Güte, Kantate für Stimmen
  - Ihr Christen, freuet euch, Kantate zu zwei Singstimmen, Violine, Viola und Orgel OCLC 1287249779
  - Liebster Jesu, willst du scheiden, Kantate a 10, zu vier Vokal – und sechs Instrumentalstimmen OCLC 1287251411
  - Singet dem Herrn ein neues Lied, Kantate zu vier Stimmen
- Nicolas Lebègue – Motets pour les principales festes de l’annee [Motetten für die wichtigsten Feste des Jahres] für Solostimme mit Basso continuo mit mehreren kleinen Ritornellen für Orgel oder Violen für religiöse Damen oder alle anderen Personen, Christophe Ballard, Paris OCLC 1049656810 (Digitalisat Internet-Archiv)
- Charles d’Helfer – Missa ‘Laetatus sum’, Paris
- Isabella Leonarda
  - Motetti a una, due e tre voci con violini e senza di Isabella Leonarda, superiora del nobilissimo collegio di S. Orsola di Novara. op. 13, Giacomo Monti, Bologna OCLC 828826104 (Digitalisat IMSLP) Die Sammlung enthält zwölf Motetten.
  - Motetti a voce sola op. 14, Giacomo Monti, Bologna OCLC 30404320 (Digitalisat IMSLP) Die Sammlung enthält zehn Motetten.
- Jean-Baptiste Lully
  - Exaudiat LWV 77 Nr. 15 RISM ID: 452020586 (Digitalisat Internet Archive Partitur, Digitalisat IMSLP Chorpartitur)
  - Il faut mourir, pécheur, Canon à 5, 1687 LWV 77 Nr. 18
- Teofilo Macchetti – Sacri Concerti di salmi a quattro voci, e quattro instrumenti, Giacomo Monti, Bologna OCLC 828826376 (Digitalisat Gallica)
- Pierre Menault – Missa quinque vocibus ad imitationem moduli: Ave senior Stephan, Christophe Ballard, Paris RISM ID: 990040914 (Digitalisat Gallica)
- Jean-Baptiste Moreau – Te Deum (Musik verschollen), aufgeführt im Januar zur Feier der Genesung Ludwigs XIV.
- Georg Österreich - Laetatus sum in C-Dur für zwei Violinen, zwei Violen, Fagott, Alt, Tenor und Bass und Basso continuo, komponiert im Dezember 1687 RISM ID: 464141053Accademia per mvsica fatta nel real palazzo della maestà della regina Christina per festeggiare l'assonzione al trono di Giacomo Secondo re d'Inghilterra in occasione della solenne ambasciata mandata da Sua Maestà britanica alla santità di nostro signore Innocenzo XI.
- Bernardo Pasquini – Accademia per mvsica fatta nel real palazzo della maestà della regina Christina per festeggiare l'assonzione al trono di Giacomo Secondo re d'Inghilterra in occasione della solenne ambasciata mandata da Sua Maestà britanica alla santità di nostro signore Innocenzo XI., Kantate, Text: Alessandro Guido, uraufgeführt im Palast Christina von Schweden OCLC 78842721
- Henry Purcell
  - Behold, I bring you glad tidings, full Anthem Z 002
  - Sing unto God, O ye kingdoms of the earth, full anthem Z 052
- Johann Georg Rauch: Novae sirenes sacrae harmoniae op. 1, Motetten für zwei bis acht Stimmen und Instrumente, gedruckt bei Johann Jakob Schönigk in Strassburg RISM ID: 990053743

#### Weltlich
- John Blow
  - Songs for Solo Voice
    - Could softening, melting looks prevail
    - Fill me a bowl, a mighty bowl, Text: John Oldham (1653–1683)
    - How I have serv’d, Text: Colonel Salisbury
    - I little thought, Text: Abraham Cowley
    - Leave to him all our cares
    - Long by disdain has Celia strove
    - O love, that stronger art than wine, sung
    - Phyllis, I must needs confess
    - Return, fair princess of the blooming year
    - She, alas, whom all admir'd, is dead
    - Since the Spring comes on
    - When I drink my heart is possesst, für zwei Stimmen, Text: Sir Robert Howard
- Cristoforo Caresana: 3 fünfstimmige Madrigale mit Instrumenten, Mai 1687
- Charles Hurel – Meslanges d'airs serieux et a boire a II. et III. parties , avec les basses-continuës & basses chantantes, les seconds couplets en diminution, & des recits de basses accompagnez de basses-continuës OCLC 1057801841 (Digitalisat Gallica)
- Bernardo Pasquini – Accademia per mvsica fatta nel real palazzo della maestà della regina Christina per festeggiare l'assonzione al trono di Giacomo Secondo re d'Inghilterra in occasione della solenne ambasciata mandata da Sua Maestà britanica alla santità di nostro signore Innocenzo XI., Kantate, Text: Alessandro Guido, im Februar uraufgeführt im Palast Christinas von Schweden zur Feier der Krönung Jakobs II. von England OCLC 78842721
- Henry Purcell
  - Sound the trumpet, beat the drum, Ode Z 335 Anlässlich des Geburtstags von Jakob II. am 14. Oktober
- Daniel Speer – Musicalischer Leuthe Spiegel/ Das ist: Extract auß dem Welt-berühmten Ertz-Schelmen Judas Tractats, Welcher Spiegel sich vor Ehrlichen Leuthen wol darff sehen/ und mit 1. Tenor-Sing-Stimm/ nebenst 2. Violinen/ doppelten General-Bass, (auch 2. Violen so ad placitum,) hören lasssen OCLC 837119928 (Digitalisat Herzog August Bibliothek Wolfenbüttel Continuus, Digitalisat IMSLP Viola II, Tenor ad libitum)

### Sammlungen und Gesangbücher
- Giulio Cesare Arresti – Sonate da organo di varii autori [Sonaten für Orgel verschiedener Autoren], Bologna, 1687
- Český kancionál, Prag. Die zweite Auflage enthält über 1000 Melodien.[94]
- John Carr – Vinculum societatis, or, The tie of good company being a choice collection of the newest songs now in use : with thorow bass to each song for the harpsichord, theorbo, or bas-viol: the first book of this character, gedruckt bei Francis Clark, Thomas Moore und John Heptinstall OCLC 606741185
- John Carr und Samuel Scott – Comes Amoris or The companion of love: Being a choice collection of the newest songs now in use. With thorow bass to each song for the harpsichord, theorbo, or bass-viol. The first book. OCLC 1179831431 Enthält unter anderem Songs von Raphael Courteville und Alexander Damscene.[95][96]
- John Clark – Quadratum musicum or A collection of XVI new songs made upon the greatest and best subjects, die meisten für Singstimme und bezifferten Bass OCLC 43123379 Enthaltend unter anderem Songs von Giovanni Battista Draghi und Robert King.[36]
- John Crouch – A collection of the choyest [sic] and newest songs: Sett by severall masters with a thorow bass to each song for ye harpsichord theorbo or bass-violl the second book, London OCLC 1179512350
- Christian Demelius – Schrifftmässiges CCC. Geistl. Lieder haltendes Gesangbuch : zu nützlichem Gebrauch EvangelischerChristen/ absonderlich der Kirchen-Gemeinden in Northausen/ und einiger Gottseligen Benachbartenfleissig zusam[m]en getragen/ und mit Einem kleinen Gebetbuch/ wie auch sonderbahrer Nachricht vonden Autoribus und Melodeyen der Gesänge/ und dreyen Registern ... heraus gegeben und verlegt, Johann Dauterstadt, August Martin Hynitzsch, Nordhausen OCLC 247935456 (Nordhäusisches Gesangbuch)
- Johann Wilhelm Furchheim – Auserlesene Violinen-Exercitium, bestehend in unterschiedlichen Sonaten benebenst angehengten Arien, Balletten, Allemanden, Couranten, Sarabanden und Giguen, a 5, Dresden (verschollen)
- Guillaume-Gabriel Nivers
  - Graduale romanum … in usum et gratiam monialium sub regula S.P.N. Augustini militantium
  - Graduale monasticum ... in usum et gratiam monialium sub regula S.P.N. Benedicti militantium
- Henry Playford – The Theater of Musick or a Choice Collection of the newst and best Songs sung at the Court and Public Theaters, The fourth and last book, Druck B. Motte, London (Digitalisat IMSLP) Enthält Songs von Henry Purcell, William Turner, Samuel Akeroyde, John Reading, Robert King, William Aylworth, John Roffey, Moses Snow, Raphael Courteville, George Hart, John Blow und anderen.

### Musiktheoretische Werke und Lehrwerke
- Johann Georg Ahle – Johan Georg Ahlens Unstruhtinne, oder musikalische Gartenlust, welcher beigefügt sind allerhand ergetz- und nützliche Anmerkungen, gedruckt in Mühlhausen/Thüringen OCLC 186807783
- Angelo Berardi – Documenti armonici, Bologna[Digitalisat 2]
- Giovanni Antonio Cavazzi da Montecuccolo – Istórica descrizione de Tré Regni Congo, Matamba et Angola, enthält einen Beitrag zur regionalen Musikgeschichte
- John Clarke – Introduction to the violin
- Le Sieur Danoville – L’Art de toucher le Dessus et Basse de Violle avec des Principes, des Regles & Observations si intelligibles, qu’on peut acquerir la perfection de cette belle Science en peu de temps, & mesme sans le secours d’aucun Maistre. Paris OCLC 68421256
- John Playford – An introduction to the skill of musick: in three books: the first contains the grounds and rules of musick ... the second, instructions and lessons both for the bass-viol and treble-violin : the third, the art of descant, or composing of musick in parts, in a more plaine and easie method than any heretofore published, London OCLC 1086923619
- Wolfgang Carl Prinz
  - Exercitationes Musicae Theoretico-Practicae Curiosae De Concordantiis Singulis, Das ist Musicalische Wissenschafft und Kunst-Ubungen: von Jedweden Concordantien, in welchen Jeglicher Concordantz Natur und Wesen, Composition, eigentlicher Sitz, Production, Continuation ... erkläret, und beschrieben werden
    - 1 De Unisono: Oder, Erste Curiose Musicalische Wissenschafft- und Kunst-Ubung von dem Unisono, Miethens, Dresden OCLC 643736568 (Digitalisat MDZ)
    - 2 De Octava: Oder, Andere Curiose Musicalische Wissenschafft- und Kunst-Ubung von der Octav. Miethens, Dresden OCLC 643736575 (Digitalisat MDZ)
    - 3 De Quinta: Das ist: Dritte Curiöse Musicalische Wissenschafft- und Kunst-Ubung von der Quint. Miethens, Dresden OCLC 643736601 (Digitalisat MDZ)
- Jean Rousseau – Traité de la viole, Christophe Ballard, Paris OCLC 1316169479
- Matthias Henrikus Schacht – Musicus Danicus eller Danske Sangmester, Bibliotheca musica, sive Authorum musicorum catalogus, Manuskript 1687, Erstveröffentlichung 1928 OCLC 1301942157
- Daniel Speer – Grund-richtiger / kurtz / leicht und nöthiger Unterricht Der Musicalischen Kunst. Wie man füglich und in kurtzer Zeit Choral und Figural singen / Den General-Bass tractiren / und Componiren lernen soll. (Ulm) OCLC 2314382 (Digitalisat Google Books)
- Marcus Steffens – Geistliche Gedanken gerichtet auf die Beschaffenheit der christlichen Gesänge und Kirchenmusik.

### Instrumentenbau

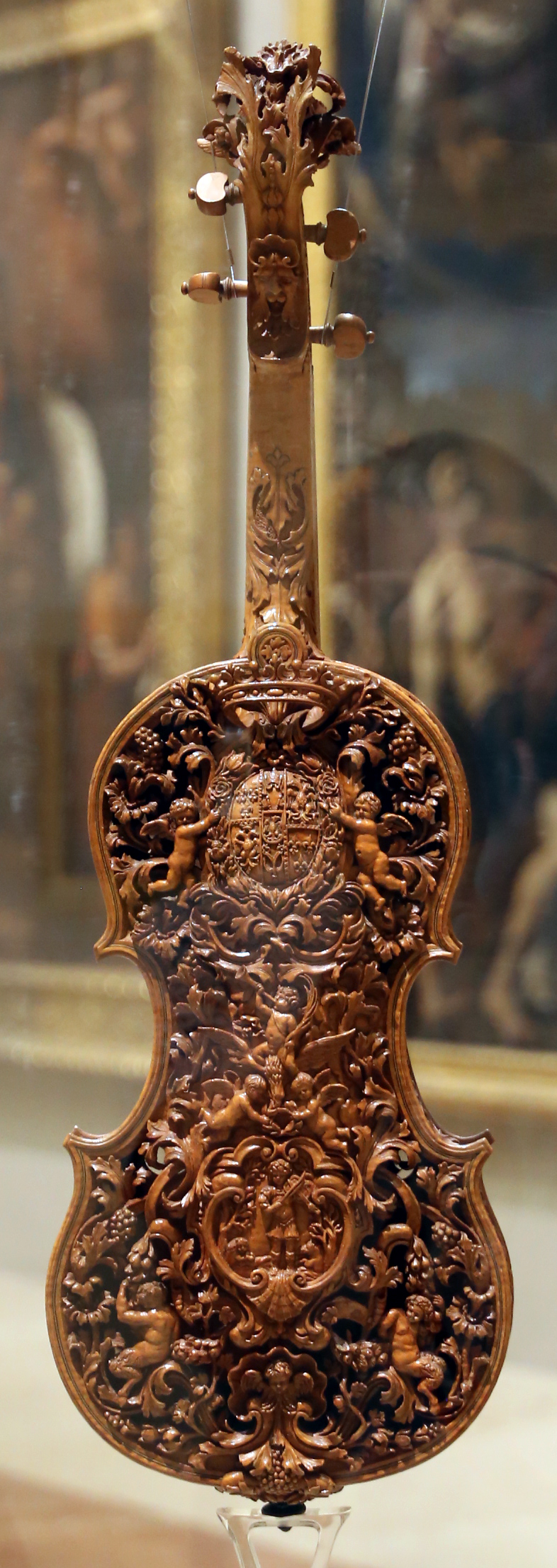
Prunkvioline, Domenico Galli

- Der französische Instrumentenbauer Nicolas Bertrand baut seine erste heute noch nachgewiesene Bassviole.[97]
- In einem Instrumenteninventar des Herzogs von Sachsen-Römhild ist zum ersten Mal das Instrument Chalumeau dokumentiert. Ein Satz von vier Instrumenten wurde in Nürnberg erworben.[98]
- Der französische Instrumentenbauer Michel Collichon baut eine Bassviole, die sich heute im Besitz der Musikinstrumentenabteilung des Civico Museo im Castello Sforzesco in Mailand befindet.[99]
- Der italienische Geigenbauer Domenico Galli erbaut vermutlich im Auftrag des Herzogs von Modena, Francesco II. d’Este, eine Prunkvioline.[100]
- Der englische Instrumentenbauer Edward Lewis fertigt die heute Edward Lewis in St. Paul Allay in London 1687 genannte und sich im Musée de la Musique in Paris befindliche Bassviole.[101]
- Antonio Stradivari
  - Die Violine „Kubelik, Bertier“, die unter anderem von Jan Kubelik gespielt wurde, fertigt Stradivari in Cremona.
  - Die Violine „Ole Bull“, die unter anderem von Ole Bull gespielt wurde, fertigt Stradivari in Cremona.
  - Der englische König Jakob II. bestellt einen Satz von Instrumenten bei Antonio Stradivari.[102]

## Geboren

### Geburtsdatum gesichert
- 20. Januar: Georg Tegetmeyer, deutscher Organist und Komponist († 1764)
- 02. Februar: Giuseppe Maria Buini, italienischer Opernkomponist und Librettist († 1739)
- 19. Februar: Johann Adam Birckenstock, deutscher Violinist und Komponist († 1733)
- 06. März: Jean Lebeuf, französischer römisch-katholischer Geistlicher, Historiker und Musikhistoriker († 1760)
- 12. März: Domenico Gizzi, italienischer Sänger und Gesangslehrer († 1758)
- 18. März: Johann Christian Dressel, sächsischer Orgelbauer
- 18. März: Johann Tobias Dressel, sächsischer Orgelbauer († 1758)
- 30. März (getauft): Johann Balthasar Christian Freislich, deutscher Komponist und Organist († 1764)
- 31. März: Georg Klotz, deutscher Geigenbauer († 1737)
- 07. Juni: Gaetano Berenstadt, deutschstämmiger Altkastrat († 1734)
- 03. Juli: Bartholomäus Barbandt, Musiker am Hof in Hannover († 1764)
- 26. August: Willem de Fesch, niederländischer Violinist und Komponist († 1757)
- um 26. August: Henry Carey, englischer Dichter und Komponist († 1743)
- 30. August (getauft): Antonius di Martinelli, flämischer Geiger und Komponist († 1748)
- 09. September: Jean-Baptiste-Maurice Quinault, französischer Schauspieler und Komponist († 1745)
- 12. Oktober: Sylvius Leopold Weiss, deutscher Komponist und Lautenist († 1750)
- 23. November: Jean Baptiste Senaillé, französischer Komponist und Violinist († 1730)
- 05. Dezember (getauft): Francesco Geminiani, italienischer Komponist und Violinist († 1762)
- 26. Dezember: Johann Georg Pisendel, deutscher Violinvirtuose († 1755)
- 28. Dezember: Christoph Wolfgang Druckenmüller, deutscher Organist und Komponist († 1741)
- 29. Dezember: Georg Renkewitz, deutscher Organist und Orgelbauer († 1758)

### Genaues Geburtsdatum unbekannt
- Marie Antier, französische Sopranistin († 1747)
- Henry Carey, englischer Dichter und Komponist († 1743)
- Johann Ernst Galliard, deutscher Oboist, Organist und Komponist († 1749)
- William Hine, englischer Organist und Komponist, († 1730)
- Charles King, englischer Komponist († 1748)
- Jeanne Delalande, französische Sängerin, Tochter von Michel-Richard Delalande
- Giovanni Battista Minelli, italienischer Kastrat († 1762)
- François-Augustin Paradis de Moncrif, französischer Gelehrter, Autor und Mitglied der Académie française, schrieb diverse Libretti und Liedtexte († 1770)
- Johann Jakob Schnell, deutscher Komponist, Hofmusikdirektor und Musikverleger († 1754)

## Gestorben

### Todesdatum gesichert

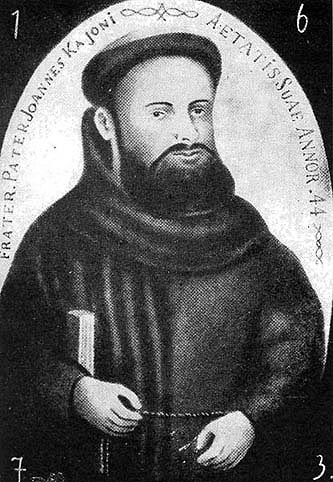
János Kájoni; † 25. April

- 01. März: Christoph Junge, deutscher Orgelbauer (* um 1644)
- 22. März: Jean-Baptiste Lully, französischer Komponist italienischer Abstammung (* 1632)
- 26. März (bestattet): William Child, englischer Komponist und Organist (* 1606 oder 1607)
- 28. März: Constantijn Huygens, niederländischer Diplomat, Dichter und Komponist (* 1596)
- 25. April: János Kájoni, rumänischer Franziskaner, Komponist, Orgelbauer und Buchdrucker (* 1629)
- 09. Juni: Gabriel Manalt i Domènech, Priester, Organist, Kapellmeister an Santa Maria del Mar in Barcelona und Komponist (* 1657)
- 07. September: Vincenzo Albrici, italienischer Organist und Komponist (* 1631)
- 12. Oktober: Giovanni Battista Granata, italienischer Gitarrist und Komponist (* 1620 oder 1621)
- 07. November: Giovanni Carisio, italienischer Komponist (* 1627)
- 11. November: David Schedlich, deutscher Komponist (* 1607)
- 30. November (bestattet): John Gamble, englischer Komponist, Violinist und Kornettist (* vermutlich 1610)

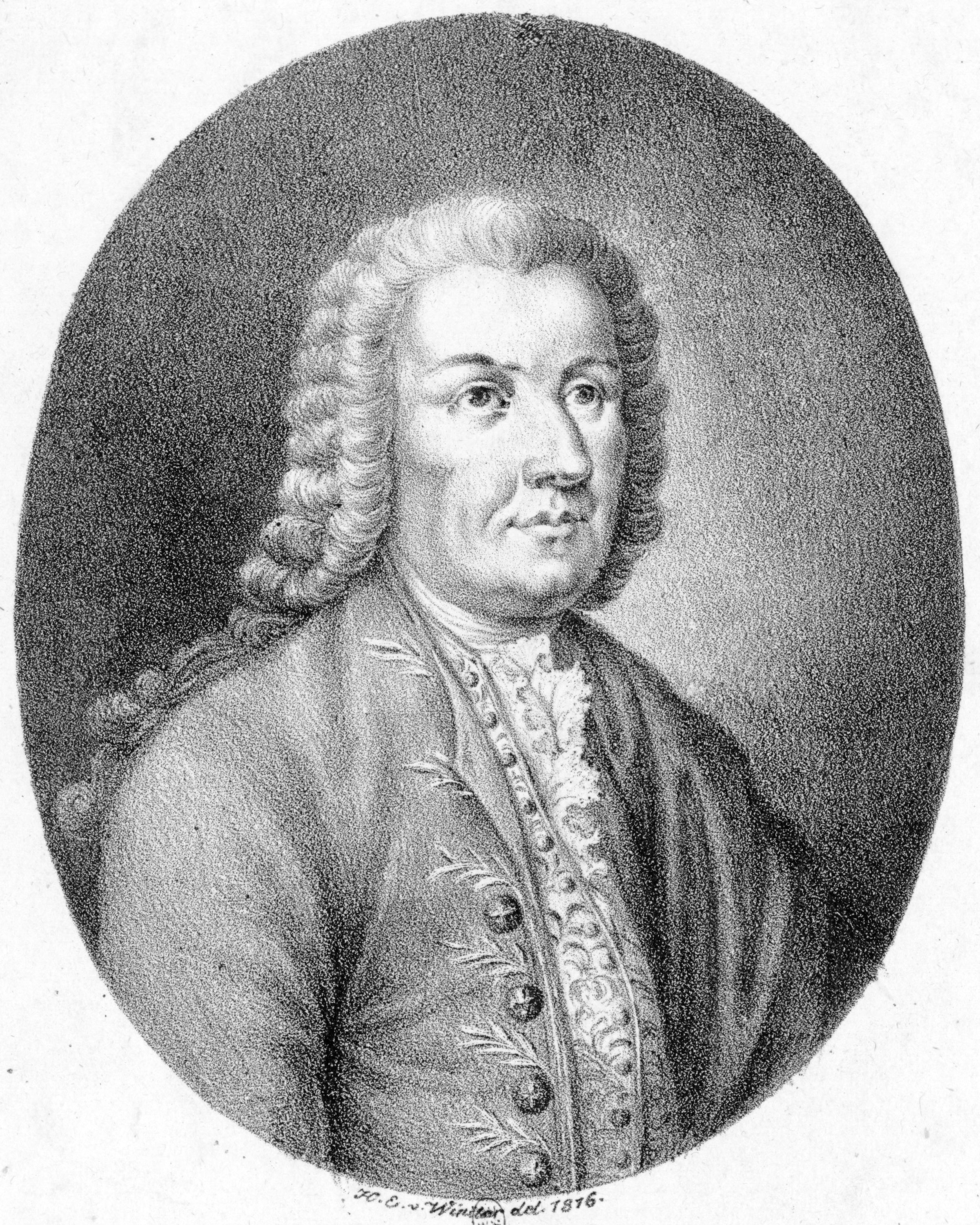
Ercole Bernabei; † 5. Dezember

- 05. Dezember: Ercole Bernabei, italienischer Organist und Komponist (* um 1622)

### Genaues Todesdatum unbekannt
- Charles Evans, englischer Harfenist
- John Playford, englischer Musikverleger, starb zwischen 24. Dezember 1686 und 24. Januar 1687 (* 1623)
- Thomas Strutius, Danziger Organist und Komponist (* 1621)

## Digitalisate
1. ↑  L'inganno regnante, ouero l'Atanagilda regina di Gottia, drama per musica da rappresentarsi nel famosissimo teatro Grimano di SS. Gio. e Paulo l'anno 1688. Di Giulio Cesare Corradi. Consacrato all'altezza serenissima d'Ernesto Augusto .. als Digitalisat bei Google Books
2. ↑  Documenti armonici als Digitalisat beim Münchener Digitalisierungszentrum